# FK Rudar Prijedor
FK Rudar Prijedor (serbisk kyrilliska: Фудбалски Клуб Рудар Приједор, Fudbalski Klub Rudar Prijedor), grundad 1928, är en bosnisk fotbollsklubb från Prijedor som spelar i Prva nogometna liga Republike Srpske, andradivisionen i det bosniska ligasystemet. Klubben har ett helvitt matchställ.
FK Rudar flyttade från Ljubija till Prijedor och det uppstod stor konkurrens med den befintliga FK Prijedor som tävlade i de lägre serierna. Publikbasen för FK Rudar var fortfarande befolkning från Ljubija oavsett om de bodde fortfarande i Ljubija eller var inflyttade till Prijedor. Numera heter klubben FK Rudar Prijedor och tränare är Branislav Rokvić.